# دانة آل خليفة
الأميرة دانا آل خليفة، مدوّنة أزياء بحرينية سيدة أعمال ومحامية. هي عضو في العائلة المالكة في البحرين بيت خليفة.

## النشأة والتعليم
ولدت الأميرة دانا ونشأت في مملكة البحرين كعضو في العائلة المالكة. حصلت على درجة البكالوريوس في القانون من كلية الدراسات الشرقية والأفريقية بجامعة لندن. حصلت لاحقًا على درجة الماجستير في القانون من كلية كينجز كوليدج لندن.

## الوظيفة
أثناء دراستها في كلية الحقوق بلندن، تعرّفت الأميرة دانا على الأزياء الأوروبية. بعد البحث عن وظيفة في مجال الأزياء بعد عودتها إلى البحرين، أسست مدونة الموضة The Overdressed في ديسمبر 2009. حصلت على جائزة أفضل هاربر بازار عربية في العدد الأول من المجلة. في عام 2011، استضافت أول حدث منبثق لمتجر تجزئة دولي في البحرين. في عام 2014، استضافت الأميرة دانا أول حدث لها لمتاجر التجزئة أفنيو 32 التي تتخذ من لندن مقراً لها. وفي عام 2014، أسست جناح ذي أفرستيد، الذي استضاف سبعة من صائغ المجوهرات العالميين في مجوهرات العربية. في وقت لاحق من عام 2014، كانت أول مدوّنة عربية يختارها لويس فويتون لحضور معرض موسم الربيع 2015 في باريس، لتصبح فيما بعد أول سفيرة عربية للعلامة التجارية. في يناير 2015، كانت أول مدونة عربية على غلاف مجلة. في سبتمبر 2018، سارت الأميرة دانا في عرض ربيع / صيف 2019 دولتشي آند غابانا في ميلانو.

## الحياة الشخصية
الأميرة دانا متزوجة من سليمان العزوني ولها ابنة واحدة.